# منسالوپه
منسالوپه دهستانی در استان آبیلای اسپانیا است.
در این دهستان ۸۸ نفر زندگی می‌کنند. مساحت این دهستان ۱۷٫۵۰ کیلومتر مربع است.